# Maxwell Richter
Maxwell Richter (* 1982) ist ein deutscher Schauspieler. In den Credits erscheint sein Vorname gelegentlich auch in der Kurzschreibweise Max.

## Leben
Richter ist der ältere Sohn des Schauspielers Ralf Richter. Sein Onkel Frank-Martin ist das als FM Einheit bekannte ehemalige Mitglied der Band Einstürzende Neubauten. Auch seine jüngere Schwester Aline hatte schon Cameo-Auftritte in Produktionen ihres Vaters.

## Filmografie (Auswahl)
- 1999: Bang Boom Bang – Ein todsicheres Ding
- 2000: Die Nacht der Engel
- 2001: Mädchen, Mädchen
- 2002: Führer Ex
- 2002: Der Felsen
- 2003: Tatort – Romeo und Julia
- 2007: Kinder, Kinder – Von Eltern und Erbsen
- 2008: U-900
- 2008: Die Welle
- 2011: U wanna Battle (Kurzfilm, Regie: Özgür Arslan)
- 2014: Nicht mein Tag
- 2014: Heldt – Kopfgeld
- 2016: Radio Heimat
- 2017: Einstein – Schwerkraft
- 2018: SOKO Köln – Der Tod kommt online
- 2021: Unbroken
- 2021: Das Lied des toten Mädchens (Fernsehfilm)
- 2025: Tatort: Verblendung